# Ajattara
Az Ajattara finn black metal együttes, amely 1996-ban alakult Helsinkiben. A zenekart az Amorphis korábbi tagja, Pasi Koskinen alapította. 1996-ban alakultak. 2012-ben feloszlottak, majd 2016-ban újból összeálltak.

## Tagok
- Ruoja (Pasi Koskinen) - ének (1996-2012, 2016-), gitár (1996-2009)
- Kalmos (Vesa Wahlroos) - gitár, vokál (2006-2012, 2016-)
- Tohtori Kuolio (Juha Harju) - basszusgitár, vokál (2007-2012, 2016-)
- Raajat (Janne Immonen) - billentyűk, vokál (2007-2012, 2016-)
- Tartunta (Mynni Luukkainen) - gitár (2009-2012, 2016-)
- Malakias 6,8 (Rainer Tuomikanto) - dob (2011-2012, 2016-)

## Diszkográfia
- Itse (2001)
- Kuolema (2003)
- Tyhjyys (2004)
- Äpäre (2006)
- Kalmanto (2007)
- Noitumaa (2009)
- Murhat (2011)
- Lupaus (2017)

Válogatáslemezek
- Joululevy (2009)

Demók
- Helvetissä on syntisen taivas (1998)